# Volta ao Alentejo 2004
La Volta ao Alentejo 2004, ventiduesima edizione della corsa, si svolse dal 26 al 30 maggio su un percorso di 666 km ripartiti in 5 tappe, con partenza a Beja e arrivo a Redondo. Fu vinta dal bulgaro Danail Petrov della Carvalhelhos-Boavista davanti ai portoghesi Joaquim Andrade e Joaquim Sampaio.

## Tappe
| Tappa  | Data      | Percorso                              | km    | Vincitore di tappa | Leader cl. generale         |
| ------ | --------- | ------------------------------------- | ----- | ------------------ | --------------------------- |
| 1ª     | 26 maggio | Beja > Beja                           | 181,5 | Alberto Benito     | Alberto Benito              |
| 2ª     | 27 maggio | Viana Do Alentejo > Mora              | 176,6 | Hugo Sabido        | Pedro Miguel Miranda Soeiro |
| 3ª     | 28 maggio | Alter do Chão > Portalegre            | 131,8 | Danail Petrov      | Danail Petrov               |
| 4ª     | 29 maggio | Estremoz > Elvas                      | 150,7 | Krassimir Vasilev  | Danail Petrov               |
| 5ª     | 30 maggio | Redondo > Redondo (cron. individuale) | 25,3  | Joaquim Sampaio    | Danail Petrov               |
| Totale | Totale    | Totale                                | 666   |                    |                             |

## Dettagli delle tappe

### 1ª tappa
- 26 maggio: Beja > Beja – 181,5 km

| Pos. | Corridore                   | Squadra       | Tempo    |
| ---- | --------------------------- | ------------- | -------- |
| 1    | Alberto Benito              | Antarte       | 4h15'52" |
| 2    | Pedro Miguel Miranda Soeiro | Carvalhelhos  | s.t.     |
| 3    | Ángel Edo                   | Milaneza Maia | s.t.     |

| Pos. | Corridore                   | Squadra       | Tempo    |
| ---- | --------------------------- | ------------- | -------- |
| 1    | Alberto Benito              | Antarte       | 4h15'42" |
| 2    | Pedro Miguel Miranda Soeiro | Carvalhelhos  | a 4"     |
| 3    | Ángel Edo                   | Milaneza Maia | a 6"     |

### 2ª tappa
- 27 maggio: Viana Do Alentejo > Mora – 176,6 km

| Pos. | Corridore                   | Squadra       | Tempo    |
| ---- | --------------------------- | ------------- | -------- |
| 1    | Hugo Sabido                 | Milaneza Maia | 4h24'38" |
| 2    | Bruno Neves                 | ASC           | s.t.     |
| 3    | Pedro Miguel Miranda Soeiro | Carvalhelhos  | s.t.     |

| Pos. | Corridore                   | Squadra       | Tempo    |
| ---- | --------------------------- | ------------- | -------- |
| 1    | Pedro Miguel Miranda Soeiro | Carvalhelhos  | 8h40'20" |
| 2    | Alberto Benito              | Antarte       | s.t.     |
| 3    | Hugo Sabido                 | Milaneza Maia | s.t.     |

### 3ª tappa
- 28 maggio: Alter do Chão > Portalegre – 131,8 km

| Pos. | Corridore     | Squadra       | Tempo    |
| ---- | ------------- | ------------- | -------- |
| 1    | Danail Petrov | Carvalhelhos  | 3h09'16" |
| 2    | Bruno Pires   | Milaneza Maia | a 5"     |
| 3    | Hernani Broco | L.A. Pecol    | a 8"     |

| Pos. | Corridore                   | Squadra       | Tempo     |
| ---- | --------------------------- | ------------- | --------- |
| 1    | Danail Petrov               | Carvalhelhos  | 11h49'36" |
| 2    | Pedro Miguel Miranda Soeiro | Carvalhelhos  | a 8"      |
| 3    | Bruno Pires                 | Milaneza Maia | a 9"      |

### 4ª tappa
- 29 maggio: Estremoz > Elvas – 150,7 km

| Pos. | Corridore              | Squadra    | Tempo    |
| ---- | ---------------------- | ---------- | -------- |
| 1    | Krassimir Vasilev      | Würth      | 3h30'59" |
| 2    | César Antunes Quiterio | Antarte    | a 29"    |
| 3    | Nuño Ribeiro           | L.A. Pecol | s.t.     |

| Pos. | Corridore                   | Squadra       | Tempo     |
| ---- | --------------------------- | ------------- | --------- |
| 1    | Danail Petrov               | Carvalhelhos  | 15h21'04" |
| 2    | Pedro Miguel Miranda Soeiro | Carvalhelhos  | a 7"      |
| 3    | Bruno Pires                 | Milaneza Maia | a 9"      |

### 5ª tappa
- 30 maggio: Redondo > Redondo (cron. individuale) – 25,3 km

| Pos. | Corridore          | Squadra      | Tempo  |
| ---- | ------------------ | ------------ | ------ |
| 1    | Joaquim Sampaio    | Carvalhelhos | 31'59" |
| 2    | David Plaza Romero | Cafes Baque  | a 2"   |
| 3    | Joaquim Andrade    | Würth        | a 6"   |

| Pos. | Corridore       | Squadra      | Tempo     |
| ---- | --------------- | ------------ | --------- |
| 1    | Danail Petrov   | Carvalhelhos | 15h53'43" |
| 2    | Joaquim Andrade | Würth        | a 4"      |
| 3    | Joaquim Sampaio | Carvalhelhos | a 6"      |

## Classifiche finali

### Classifica generale
| Pos. | Corridore                   | Squadra               | Tempo     |
| ---- | --------------------------- | --------------------- | --------- |
| 1    | Danail Petrov               | Carvalhelhos-Boavista | 15h53'43" |
| 2    | Joaquim Andrade             | Würth-Bom Petisco     | a 4"      |
| 3    | Joaquim Sampaio             | Carvalhelhos-Boavista | a 6"      |
| 4    | Nelson Victorino            | Würth-Bom Petisco     | a 7"      |
| 5    | Hernani Broco               | L.A. Pecol            | a 13"     |
| 6    | Gustavo Dominguez Lemos     | Relax-Bodysol         | s.t.      |
| 7    | David Plaza Romero          | Cafes Baque           | a 14"     |
| 8    | Bruno Pires                 | Milaneza Maia         | a 20"     |
| 9    | Pedro Miguel Miranda Soeiro | Carvalhelhos-Boavista | a 25"     |
| 10   | Hugo Sabido                 | Milaneza Maia         | a 40"     |